# تپه دیوانه
تپه دیوانه در شهرستان ازنا، بخش مرکزی، دهستان پاچه لک غربی، ۱/۲۰۰ کیلومتری جنوب شرقی روستای تمبک واقع شده و این اثر در تاریخ ۲۸ اسفند ۱۳۸۵ با شمارهٔ ثبت ۱۸۲۶۹ به‌عنوان یکی از آثار ملی ایران به ثبت رسیده است.